# Would You Take Another Chance on Me?
Albums de Jerry Lee Lewis
Touching Home
(1971) The Killer Rocks On
(1972)
Would You Take Another Chance on Me? est un album de Jerry Lee Lewis, enregistré sous le label Mercury Records et sorti en 1971.

## Liste des chansons
1. Would You Take Another Chance on Me (Jerry Foster/Bill Rice)
2. Another Hand Shakin' Goodbye (Dallas Frazier (en))
3. Swinging Doors (Merle Haggard)
4. Thirteen at the Table (Buddy Emmons (en))
5. Big Blon' Baby (Jacobson/Roberts)
6. Lonesome Fiddle Man (Frazier/Schafer)
7. Me and Bobby McGee (Fred Foster (en)/Kris Kristofferson)
8. For the Good Times (en) (Kristofferson)
9. Things That Matter Most to Me (LaVerne/Taylor)
10. Hurtin' Part (LaVerne/Taylor)
11. Goodbye of the Year (Frazier/A.L. Owens (en))

## Source de la traduction
- (en) Cet article est partiellement ou en totalité issu de l’article de Wikipédia en anglais intitulé « Would You Take Another Chance on Me? » (voir la liste des auteurs).